# Lavandula
Lavanda este un gen de plante din familia Lamiaceae, native din regiunea mediteraneană până în Africa tropicală și până în regiunile sud-estice ale Indiei. Genul include circa 40 (până la 60) de specii de plante anuale, plante ierboase, arbuști. Zonele native se întind de la Insulele Canare, nordul și estul Africii, sudul Europei și Mediterana, Arabia și India. Deoarece formele cultivate sunt plantate în grădini din toată lumea, sunt uneori găsite și în sălbăticie, departe de mediul natural. Denumirea de lavandă este folosită uneori pentru a desemna parfumul extras din levănțică.

## Cultivare
Cea mai răspândită formă de cultivare este lavanda comună sau engleză Lavandula angustifolia (denumită anterior L. officinalis). Se poate găsi o gamă largă de cultivare. Alte specii ornamentale cultivate în mod obișnuit sunt L. stoechas, L. dentata și L. multifida (levănțică egipteană).
Levănțica înflorește cel mai bine în soluri uscate, bine drenate, nisipoase sau cu pietriș, în plin soare. Levănțica engleză are un proces de germinare lung (14-28 de zile) și se maturizează în 100-110 zile. Toate tipurile au nevoie de puțin sau deloc de îngrășăminte și de o bună circulație a aerului. În zonele cu umiditate ridicată, putregaiul rădăcinilor datorat infecției cu ciuperci poate fi o problemă. Mulciurile organice pot reține umezeala în jurul bazei plantelor, favorizând putrezirea rădăcinilor. Materialele cu pietriș, cum ar fi rocile zdrobite, dau rezultate mai bune. Crește cel mai bine în soluri cu un pH între 6 și 8. Cea mai mare parte a levănțicii se recoltează manual, iar timpul de recoltare variază în funcție de utilizarea preconizată.

## Ulei de lavandă

### Fitochimicale
În uleiul de levănțică au fost identificate aproximativ 100 de substanțe fitochimice individuale, inclusiv conținuturi majore de acetat de linalil (30-55%), linalool (20-35%), taninuri (5-10%) și cariofilen (8%), cu cantități mai mici de sescviterpenă, alcooli perililici, esteri, oxizi, cetone, eucaliptol, camfor, beta-ocimene, limonen, acid caproic și oxid de cariofilen. Cantitățile relative ale acestor compuși variază considerabil între speciile de lavandă.

## Taxonomie
- Lavandula × alportelensis P.Silva, Fontes & Myre
- Lavandula angustifolia Mill.
  - Lavandula angustifolia subsp. pyrenaica (DC.) Guinea
- Lavandula antineae Maire
- Lavandula aristibracteata A.G.Mill.
- Lavandula atriplicifolia Benth.
- Lavandula bipinnata (Roth) Kuntze
- Lavandula bramwellii Upson & S.Andrews
- Lavandula buchii Webb & Berthel.
  - Lavandula buchii var. tolpidifolia (Svent.) M.C.León
- Lavandula × cadevallii Sennen
- Lavandula canariensis (L.) Mill.	
  - Lavandula canariensis subsp. palmensis Upson & S.Andrews
- Lavandula × cavanillesii D.Guillot & Rosselló
- Lavandula citriodora A.G.Mill.
- Lavandula coronopifolia Poir.
- Lavandula dentata L.	
  - Lavandula dentata var. candicans Batt.
- Lavandula dhofarensis A.G.Mill.
- Lavandula erythraeae (Chiov.) Cufod.
- Lavandula galgalloensis A.G.Mill.
- Lavandula gibsonii J.Graham
- Lavandula × ginginsii Upson & S.Andrews
- Lavandula hasikensis A.G.Mill.
- Lavandula × heterophylla Viv.
- Lavandula × intermedia Emeric ex Loisel.
- Lavandula lanata Boiss.
- Lavandula latifolia Medik.
- Lavandula × limae Rozeira
- Lavandula × losae Sánchez Gómez, Alcaraz & García Vall.
- Lavandula macra Baker
- Lavandula mairei Humbert
  - Lavandula mairei var. antiatlantica (Maire) Maire
- Lavandula maroccana Murb.
- Lavandula minutolii Bolle
- Lavandula multifida L.
- Lavandula nimmoi Benth.
- Lavandula pedunculata (Mill.) Cav.
  - Lavandula pedunculata subsp. atlantica (Braun-Blanq.) Romo
  - Lavandula pedunculata subsp. cariensis (Boiss.) Upson & S.Andrews
  - Lavandula pedunculata subsp. lusitanica (Chaytor) Franco
  - Lavandula pedunculata subsp. sampaiana (Rozeira) Franco
- Lavandula pinnata Lundmark
- Lavandula pubescens Decne.
- Lavandula qishnensis Upson & S.Andrews
- Lavandula rejdalii Upson & Jury
- Lavandula rotundifolia Benth.
- Lavandula saharica Upson & Jury
- Lavandula samhanensis Upson & S.Andrews
- Lavandula setifera T.Anderson
- Lavandula somaliensis Chaytor
- Lavandula stoechas L.
  - Lavandula stoechas subsp. luisieri (Rozeira) Rozeira
- Lavandula sublepidota'' Rech.f.
- Lavandula subnuda Benth.
- Lavandula tenuisecta Coss. ex Ball
- Lavandula viridis L'Hér.[10]